# Gare d'Ambazac
La gare d'Ambazac est une gare ferroviaire française de la ligne des Aubrais - Orléans à Montauban-Ville-Bourbon, située sur le territoire de la commune d'Ambazac, dans le département de la Haute-Vienne, en région Nouvelle-Aquitaine.
Elle est mise en service en 1856 par la Compagnie du chemin de fer de Paris à Orléans (PO). C'est une halte de la Société nationale des chemins de fer français (SNCF), du réseau TER Nouvelle-Aquitaine, desservie par des trains express régionaux. Elle est ouverte au service Fret SNCF.

## Situation ferroviaire
Établie à 382 m d'altitude, la gare d'Ambazac est située au point kilométrique (PK) 383,311 de la ligne des Aubrais - Orléans à Montauban-Ville-Bourbon, entre les gares ouvertes de La Jonchère et des Bardys.

## Histoire
La station d'Ambazac est mise en service le 2 juin 1856 par la Compagnie du chemin de fer de Paris à Orléans (PO), lorsqu'elle ouvre à l'exploitation la section d'Argenton à Limoges.
La recette de la gare pour l'année 1884 est de 65,112 francs.
Le bâtiment voyageurs existe toujours mais il est fermé. Celui-ci héberge le PIMMS (Point Information Médiation Multi-Services) de la communauté de communes des Monts d'Ambazac et Val de Taurion.
En 2020, selon les estimations de la SNCF, la fréquentation annuelle de la gare était de 25 184 voyageurs.

## Service des voyageurs

### Accueil
Halte SNCF, c'est un point d'arrêt non géré (PANG) à entrée libre. Elle est équipée de deux quais latéraux : le quai 1 dispose d'une longueur utile de 193 m et le quai 2 d'une longueur utile de 159 m, ils disposent chacun d'un abri voyageurs.
Une passerelle permet la traversée des voies et le changement de quai.

### Dessertes
Ambazac est une gare régionale SNCF du réseau TER Nouvelle-Aquitaine, desservie par des trains express régionaux des relations :
- Limoges-Benedictins – Vierzon [6]
- Limoges-Benedictins – Guéret – Montluçon[7].

### Intermodalité
Un parc à vélos et un parking pour les véhicules y sont aménagés.

## Service des marchandises
Cette halte est ouverte au trafic du fret. La gare dispose également de voies de service, la rendant ouverte au service infrastructure de la SNCF.